# 콰이어트 원 (2014년 영화)
《콰이어트 원》(영어: The Quiet Ones)은 2014년 공개된 영국의 초자연 공포 영화이다. 1972년 토론토에서 이뤄진 초심리학 실험에 느슨하게 기초하고 있다.

## 줄거리
1974년 한 옥스퍼드 대학 교수가 초자연적 현상을 일으켜온 제인이란 여성을 상대로 실험을 진행한다.
곧 실험팀은 과거 수메르 악마를 숭배하던 한 컬트 집단이 투시 능력을 보이던 어느 소녀를 이용해 현세에 악마의 현신을 현현하려 한 적이 있다는 사실을 알게 된다. 그리고 제인에겐 그 소녀의 영이 빙의돼있었다.

## 출연
- 재러드 해리스 - 조지프 코플런드 교수 역
- 샘 클래플린 - 브라이언 맥닐 역
- 올리비아 쿡 - 제인 하퍼 / 이비 드와이어 역
- 에린 리처즈 - 크리스티나 "크리시" 돌턴 역
- 로리 플렉 번 - 해리 에이브럼스 역
- 로리 캘버트 - 필립 역
- 맥스 퍼키스 - 데이비드 Q 역
- 리처드 커닝엄 - 학장 역
- 데이지 리들리 - 제인 하퍼 역

## 제작

### 창작 배경
이 영화가 바탕을 둔 실화인 필립 실험(Philip experiment)은 1972년 토론토에서 초자연현상학자들이 주도한 초심리학 실험이다. 이들 폴터가이스트 연구자들은 세세한 개인사가 부여된 가공의 인물 필립을 창조한 뒤 교령회를 열고 동시에 머릿속으로 필립을 상상하며 필립과 교신을 시도하였다. 이들은 엑토플라즘 도출을 유도해 새로운 유령 필립을 창조하는 것을 목표로 하였다. 실험 의도는 유령이 정말로 사망한 실존 인물에게서 기인하는 것인지 아니면 살아있는 자들의 정신이 집중 투사돼 형성되는 물질에 불과한지를 알아보려는 것이었다. 필립은 1624년 영국 태생이고, 잉글랜드 내전에 참전한 경험이 있었으며, 찰스 2세 친우로 설정돼있었다. 필립은 가상 인물이었음에도 불구하고 실험 참가자들은 보통 교령회에서 나타나는 것으로 여겨지는 보편 현상인 테이블 떨림·들림·이동, 미풍, 반향, 질의에 응답하는 톡톡 두드리는 소리("rapping"), 보이진 않으나 가까이에서 느껴지는 존재감 등을 보고하였다.

## 기타 제작진
- 공동 제작: 빌 월컨
- 배역: 사샤 로버트슨
- 세트: 어니타 굽타
- 분장: 폴 보이스
- 의상: 커밀 벤다
- 시각 효과: 제임슨 스콧 고에이, 토머스 태넌버거
- 음향 감독: 에릭 랄리카타, 댄 스노
- 조감독: 마크 펜

## 같이 보기
- 유령 (2012년 미국 영화): 같은 실화를 바탕으로 만들어진 공포 영화.